# Churchill Cup

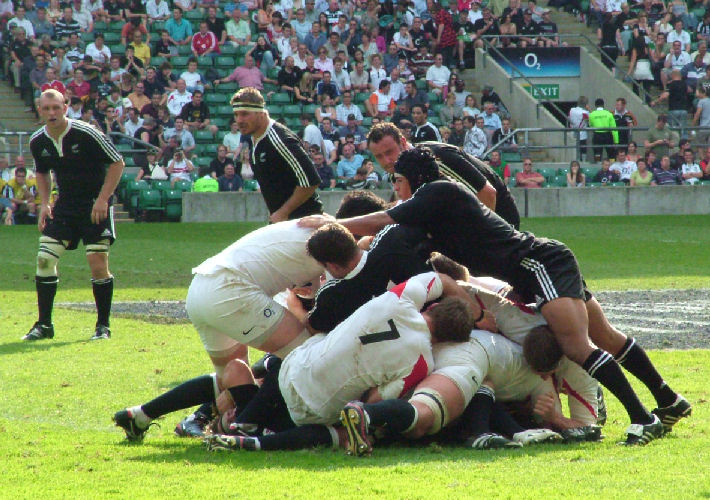
England Saxons vs. NZ Māori, 2007.

La Churchill Cup fue un torneo anual de rugby en el que participaron Canadá, Estados Unidos y selecciones secundarias invitadas. Su nombre fue adoptado en memoria a Winston Churchill.
La competición estuvo organizada por las federaciones nacionales de los tres participantes Rugby Canada, USA Rugby y Rugby Football Union con la cooperación del ente mundial del deporte; World Rugby. La intención principal era proporcionar una competición regular a Canadá y Estados Unidos que resultara atractiva con la inclusión de Inglaterra A, segunda selección de Inglaterra.
Con la integración de Canadá y Estados Unidos en la Pacific Nations Cup a partir de la edición 2013 por intención de la WR, se acordó que el campeonato finalice en la edición de 2011.

## Historia
La competición estuvo organizada por Rugby Canada, USA Rugby y Rugby Football Union, las federaciones nacionales de Canadá, Estados Unidos e Inglaterra respectivamente con la cooperación del ente mundial del deporte, International Rugby Board, hoy World Rugby. En todos los torneos estuvieron representados los 3 organizadores, Inglaterra por ser la unión más fuerte presentó a su segundo seleccionado.
En el 2003 se celebró la primera edición en la ciudad de Vancouver, Inglaterra al ser la nación más fuerte mandó a Inglaterra A segunda selección, los británicos alcanzaron la victoria. En la Churchill Cup del 2004 el vencedor fue una selección invitada, los Māori All Blacks de Nueva Zelanda, un combinado con descendientes del pueblo maorí. Al siguiente año los invitados fueron los jaguares argentinos que alcanzaron la final y fueron derrotados por los ingleses. A partir de la cuarta edición y hasta la última, los equipos invitados fueron 3, de esta forma en cada año se contó con 6 participantes. La 9.ª y última edición fue la Churchill Cup 2011 celebrada en Inglaterra y ganada por el equipo local.
Primera expansión
En la Copa del 2004 se invitó a los Māori All Blacks de Nueva Zelanda, un combinado con descendientes del pueblo maorí. Los invitados se consagraron campeones al vencer a los británicos.
Al siguiente año los invitados fueron los Jaguares de Argentina quiénes alcanzaron la final y fueron derrotados por los ingleses. Volverían en 2008 y 2009.
Última expansión
A partir de la cuarta edición y hasta la última, los equipos invitados fueron 3, de esta forma en cada año se contó con 6 participantes. La 9.ª y última edición se celebró en Inglaterra y fue ganada por el equipo local.
El torneo que nunca se disputó fuera de los 3 países organizadores, tuvo como máximo ganador a los England Saxons con 6 títulos. En los distintos años se cursó invitación a las principales selecciones de Georgia, Rusia, Uruguay y Tonga; y a selecciones secundarias de Nueva Zelanda, Argentina, Escocia, Irlanda, Francia e Italia.
El torneo que nunca se disputó fuera de los 3 países organizadores, tuvo como máximo ganador a los England Saxons con 6 títulos. En los distintos años se cursó invitación a las principales selecciones de Georgia, Rusia, Uruguay y Tonga; y a selecciones secundarias de Nueva Zelanda, Argentina, Escocia, Irlanda, Francia e Italia.

## Campeonatos
| Edición | Año  | Sede                    | Campeón        | 2.º puesto     | 3.º puesto | 4.º puesto   | 5.º puesto | 6.º puesto     |
| ------- | ---- | ----------------------- | -------------- | -------------- | ---------- | ------------ | ---------- | -------------- |
| I       | 2003 | Canadá                  | Inglaterra A   | EE. UU.        | Canadá     |              |            |                |
| II      | 2004 | Canadá                  | NZ Māori       | Inglaterra A   | Canadá     | EE. UU.      |            |                |
| III     | 2005 | Canadá                  | Inglaterra A   | Argentina A    | EE. UU.    | Canadá       |            |                |
| IV      | 2006 | Canadá y Estados Unidos | NZ Māori       | Escocia A      | Irlanda A  | Inglaterra A | Canadá     | Estados Unidos |
| V       | 2007 | Inglaterra              | England Saxons | NZ Māori       | Irlanda A  | Escocia A    | Canadá     | EE. UU.        |
| VI      | 2008 | Canadá y EE. UU.        | England Saxons | Escocia A      | Irlanda A  | Jaguares     | Canadá     | EE. UU.        |
| VII     | 2009 | Estados Unidos          | Irlanda A      | England Saxons | Jaguares   | Canadá       | EE. UU.    | Georgia        |
| VIII    | 2010 | Estados Unidos          | England Saxons | Canadá         | Francia A  | EE. UU.      | Rusia      | Uruguay        |
| IX      | 2011 | Inglaterra              | England Saxons | Canadá         | Italia A   | Tonga        | EE. UU.    | Rusia          |

## Posiciones
Número de veces que los equipos ocuparon cada posición en todas las ediciones.
| Equipo            | Campeón | 2.º puesto | 3.º puesto | 4.º puesto | 5.º puesto | 6.º puesto |
| ----------------- | ------- | ---------- | ---------- | ---------- | ---------- | ---------- |
| England Saxons    | 6       | 2          |            | 1          |            |            |
| New Zealand Māori | 2       | 1          |            |            |            |            |
| Irlanda A         | 1       |            | 3          |            |            |            |
| Canadá            |         | 2          | 2          | 2          | 3          |            |
| Escocia A         |         | 2          |            | 1          |            |            |
| Estados Unidos    |         | 1          | 1          | 2          | 2          | 3          |
| Jaguares          |         | 1          | 1          | 1          |            |            |
| Francia A         |         |            | 1          |            |            |            |
| Italia A          |         |            | 1          |            |            |            |
| Tonga             |         |            |            | 1          |            |            |
| Rusia             |         |            |            |            | 1          | 1          |
| Georgia           |         |            |            |            |            | 1          |
| Uruguay           |         |            |            |            |            | 1          |